# Palais de l'Industrie

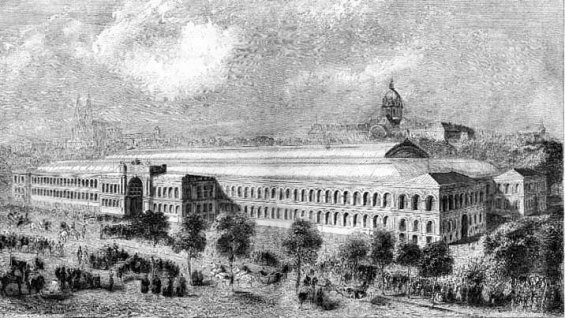
Vista geral do Palais de l'Industrie.

O Palais de l'Industrie et des Beaux-arts (Palácio da Indústria e das Belas Artes), chamado mais vulgarmente de Palais de l'Industrie (Palácio da Indústria), foi um palácio de exposições construído para a Exposição Universal de 1855 nos Champs-Élysées, Paris. Foi obra do arquitecto Victor Viel e do engenheiro Alexis Barrault.

## História

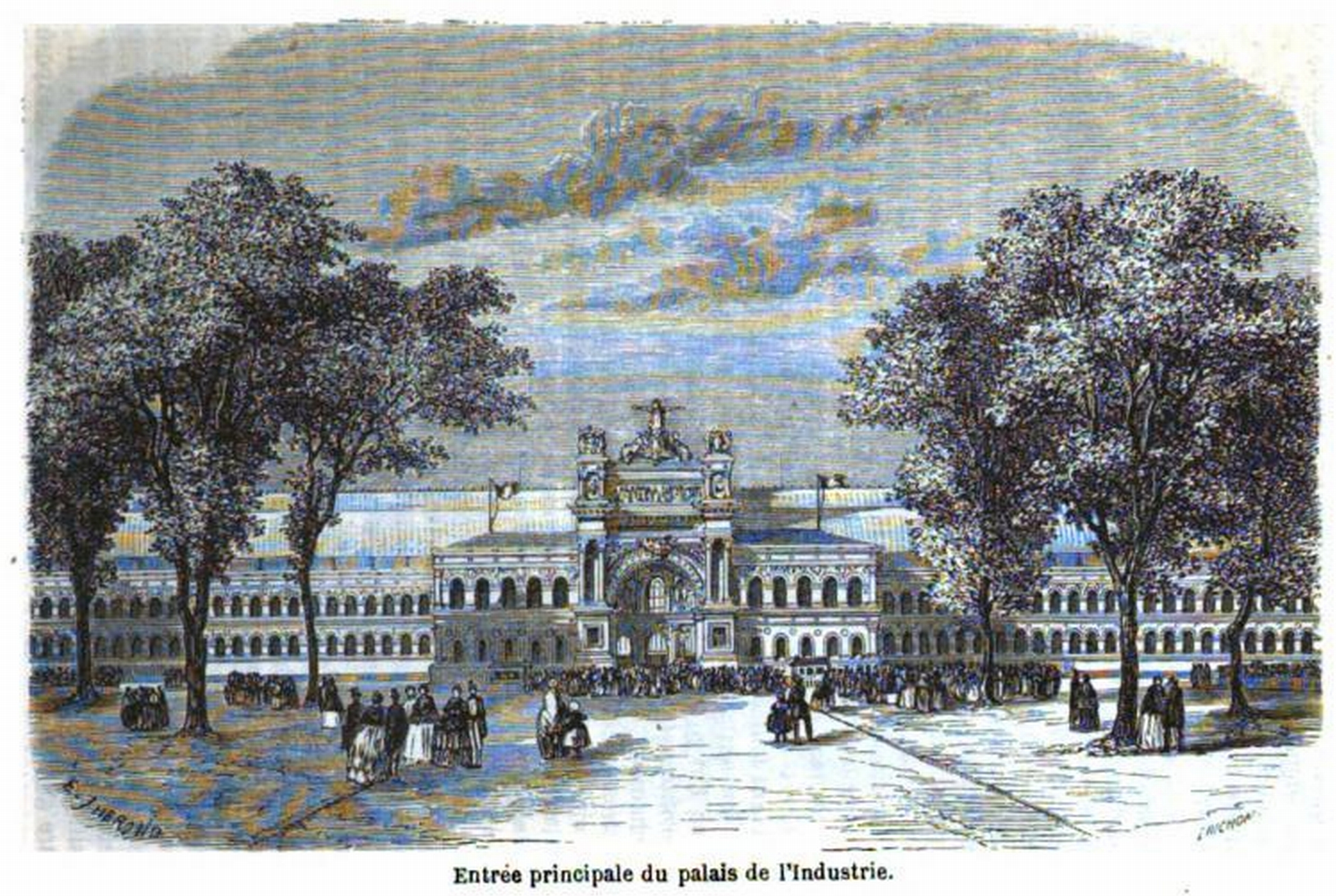
Entrada principal do Palais de l'Industrie.

Inaugurado no dia 15 de Maio de 1855 por Luís-Napolão Bonaparte, recentemente tornado Imperador Napoleão III de França, o palácio foi o emblema da primeira Exposição Universal francesa. Essa exposição, que atingiu mais se cinco milhões de visitantes, foi a resposta do chefe de Estado francês ao sucesso da Exposição Universal londrina de 1851, elogiada, nomeadamente, pela audácia e a novidade do seu Crystal Palace.
Ao inverso da maioria dos edifícios construídos por ocasião dessas exposições, e nomeadamente no caso do já citado Crystal Palace, o Palais de l'Industrie tinha por objectivo oferecer um cenário de exposições permanentes em pleno coração de Paris.

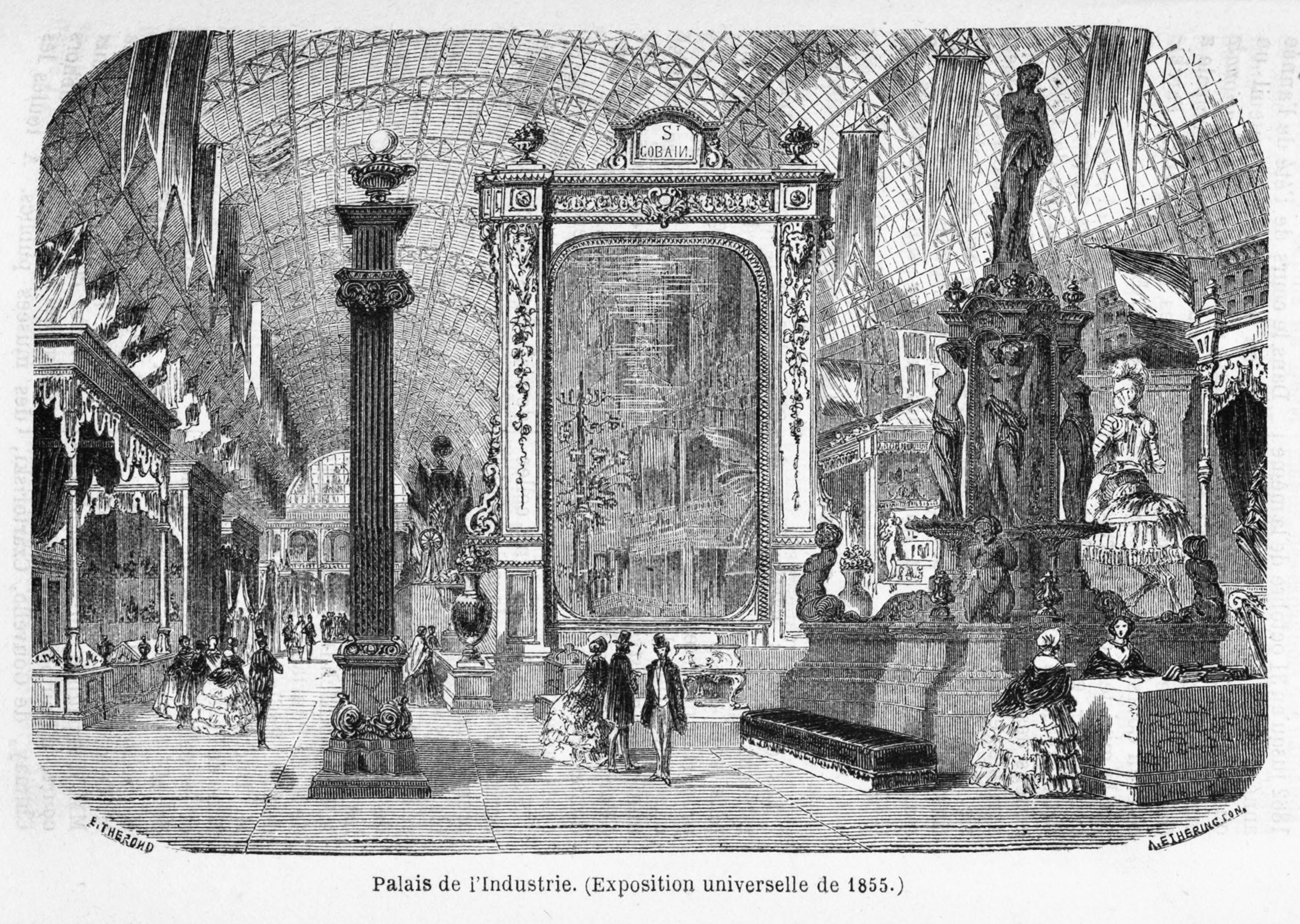
Interior do palácio.

Oficialmente baptizado de Palais de l'Industrie et des Beaux-arts, a exposição de belas-artes deu-se, na realidade, num palácio adjacente (situado nos números 16-18 da Avenue Montaigne. Os dois edifícios assumiram, assim, os nomes respectivos de Palais de l'Industrie e Palais des Beaux-arts. Este palácio estava, com efeito, destinado a abrigar a exposição de inovações técnicas e artesanais, em 21.779 stands. Serviu, para além da inauguração, para numerosas cerimónias de recompensa e, nomeadamente, para a distribuição de medalhas no dia 15 de Novembro de 1855, em presença de cerca de 40 000 convidados e duma orquestra dirigida por Hector Berlioz. Foram distribuídas 11 000 medalhas pelo Júri, às quais é preciso acrescentar 40 distinções pessoais da parte do Imperador. Essas recompensas permitiram a alguns obter rendas vitalícias por "serviços prestados à civilização".
O edifício serviu para as Exposições Universais de 1855, 1878 et 1889, além se ser utilizado para os salões artísticos de 1857 1897, exposições agrícolas e hortícolas, concursos hípicos, festas e cerimónias públicas. No dia 4 de Maio de 1897, são para ali levados os corpos calcinados das vítimas do incêndio do Bazar de la Charité a fim de que as famílias os pudessem reconhecer.
Para preparar a Exposição Universal de 1900, o edifício foi destruído a partir de 1896 para dar lugar ao Petit Palais e ao Grand Palais. O seu desaparecimento permitiu ligar o Hôtel des Invalides ao Palais de l'Élysée pela Ponte Alexandre III e criar uma grande perspectiva qualificada por muito tempo por axe républicain ("eixo republicano").

## Descrição

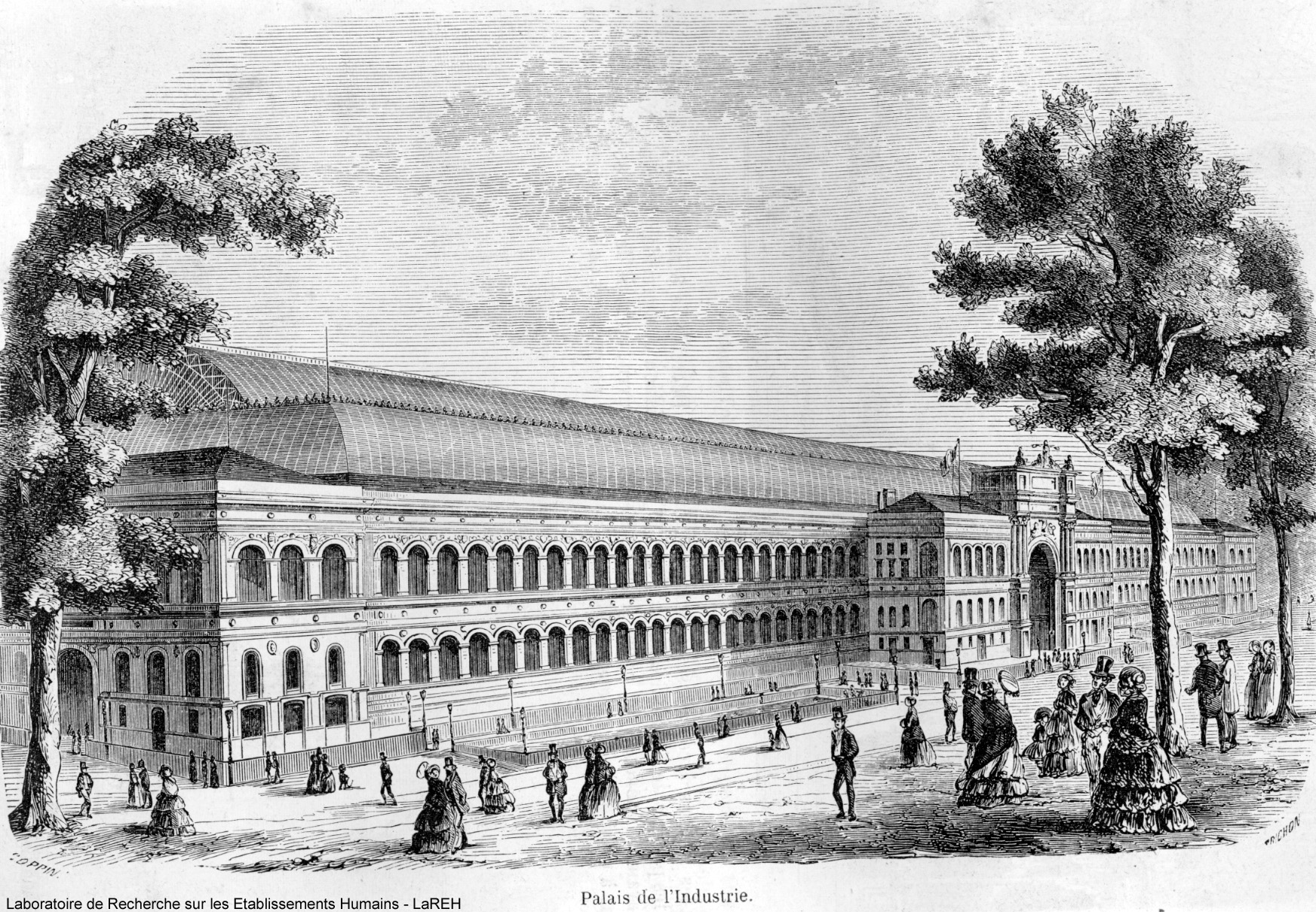
Fachada do Palais de l'Industrie.

Construído ao longo dos Champs-Élysées, no grand carré des Jeux, no eixo do Palais de l'Élysée e da Avenue de Marigny, o Palais de l'Industrie ocupava um espaço que a Cidade de Paris inha devolvido ao Estado, com vista à sua construção, em 1852.
O palácio apresentava uma arquitectura racionalista de ferro e vidro característica daquele período por trás duma fachada em pedra de estilo ecléctico, destinado tanto a dar-lhe um carácter monumental como a esconder a estrutura.

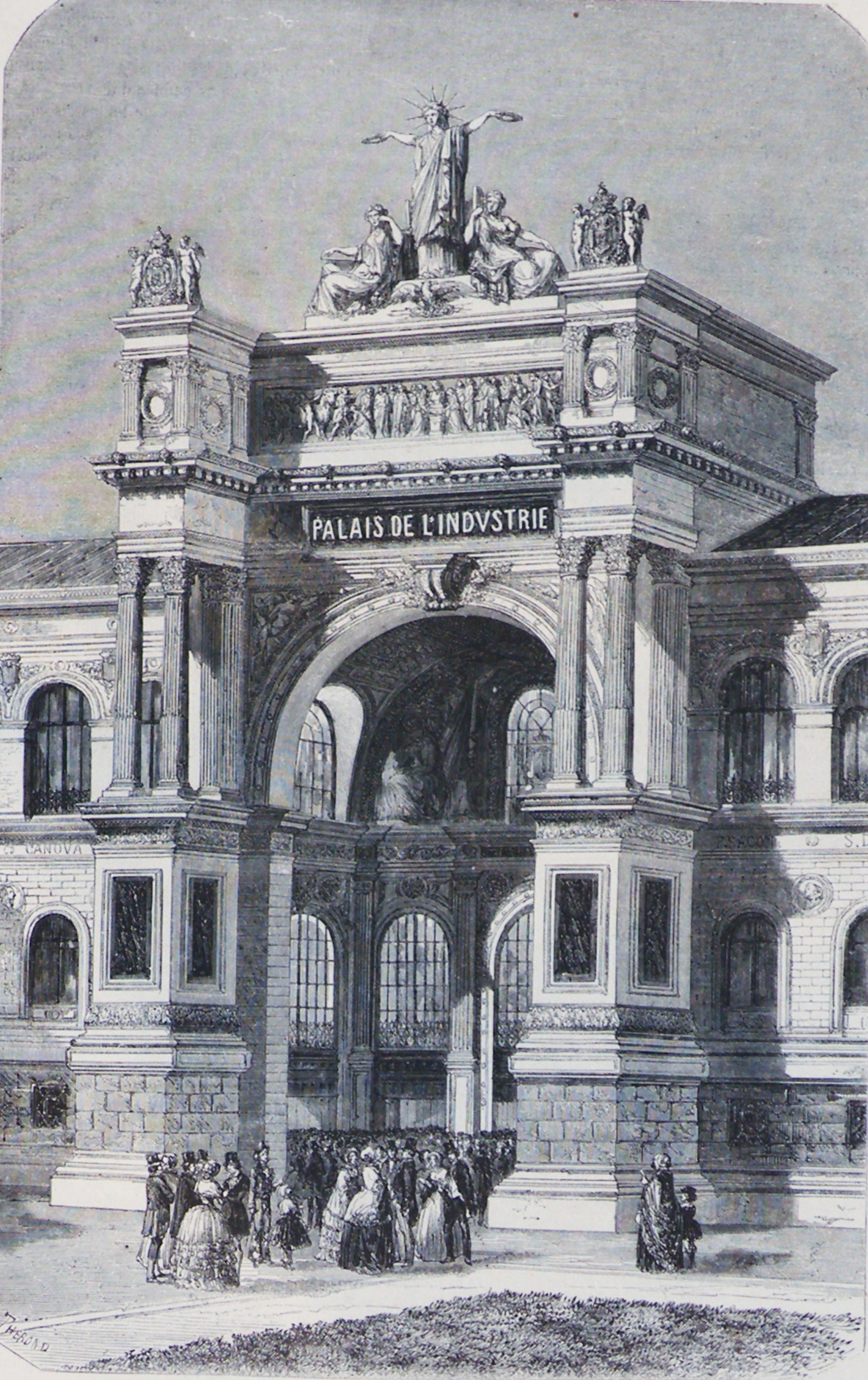
Entrada norte do Palais de l'Industrie.

Este gigantesco palácio oferecia uma fachada com 205 metros de comprimento, ornada por um gigantesco pórtico em arco de triunfo abrindo para uma grande nave central. A fachada, dividida em dois níveis por arcos, volta perfeita, era pontuada por quatro imponentes pavilhões de esquina. Com os seus 47 metros de largura (108 metros de profundidade incluindo a Galeria das Máquinas), o edifício estendia-se por mais de dois hectares. Atingia os 35 metros de altura e comportava 408 janelas.
A cornija superior do pórtico monumental estava decorada por um grupo escultórico, esculpido por Elias Robert, representando "A França distribuindo coroas ao Comércio e à indústria", rodeado por símbolos imperiais, cartucho com águia segurado por crianças, obra de Georges Diebolt.
O Palais de l'Industrie dava acesso por uma rotunda, dita do "Panorama", à famosa galeria anexa, chamada de "Galeria das Máquinas", uma imensa galeria de 1 200 metros de comprimento por 17 de altura, correndo ao longo do cais do Sena.
O escritor Amédée Achard descreve assim o edifício:
"Um dia, o governo teve a ideia de construir um palácio para a Exposição Universal, que por algum tempo foram alojados aleatoriamente em cabanas de tábuas e sob um prédio de papelão. Existia precisamente, entre a Cours-la-Reine e a avenue des Champs-Élysées, um grande espaço vazio onde pacíficos arrendatários jogavam bocha e que charlatões lotavam nos dias de festa. Era chamado de Carré-Marigny. Dois ou três mil trabalhadores foram logo levados para lá, e o Palácio de Exposições foi construído. Com as portas abertas, e apesar da extensão de suas proporções, verificou-se que era muito pequeno; e o monumento que iria abrigar gerações de industriais vindos de todas as partes do mundo rompeu com a Exposição Universal. Faz não é totalmente desnecessário. Na primavera estão penduradas as duas ou três mil pinturas que os artistas vivos completam a cada ano para o prazer de seus contemporâneos, e de vez em quando, no verão como no outono, às vezes no inverno, exibimos por sua vez as mais belas produtos das espécies bovina, ovina e suína, os melhores alunos de todos os canis franceses, as aves mais gordurosas de todos os quintais nacionais e os queijos mais saborosos de todos os nossos departamentos."